# ميرسي تشيرونو

## وصلات خارجية
- ميرسي تشيرونو على موقع الاتحاد الدولي لألعاب القوى (الإنجليزية)
- ميرسي تشيرونو على موقع الدوري الماسي (الإنجليزية)
- ميرسي تشيرونو على موقع أوليمبيديا (الإنجليزية)
- ميرسي تشيرونو على موقع اتحاد ألعاب الكومنولث (مؤرشف) (الإنجليزية)